# Mayra Montero

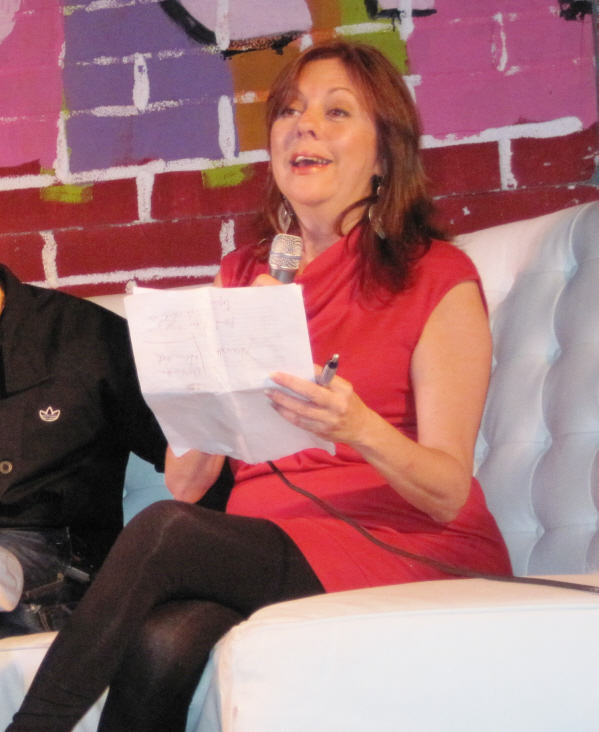
Mayra Montero, 2009

Mayra Montero (geboren 1952 in Havanna, Kuba) ist eine kubanisch-puerto-ricanische Journalistin und Schriftstellerin.

## Leben

### Journalistin
Montero wuchs in Kuba auf. Ihr Vater war Drehbuchautor und Komiker. Er brachte ihr das Schreiben nahe. Als Montero 17 Jahre alt war, verließ ihre Familie die Insel und wanderte zunächst nach Mexiko aus. Mit Anfang zwanzig ließ Montero sich in San Juan, Puerto Rico nieder und begann als Gesellschaftskolumnistin zu arbeiten. Sie setzte ihre Karriere als Journalistin fort, schrieb Sportreportagen und war als Auslandskorrespondentin in Honduras, Guatemala und Nicaragua und anderen Staaten der Karibik tätig.

### Schriftstellerin
Ihr erstes belletristisches Werk war die Kurzgeschichte Veintitrés y una tortuga (Dreiundzwanzig und eine Schildkröte). Sie wurde 1981 veröffentlicht. Montero schrieb die Geschichte im Rahmen eines Literaturworkshops unter der Leitung des Schriftstellers Emilio Díaz Valcárcel. Ihren ersten internationalen Erfolg feierte Montero mit dem Roman La trenza de la hermosa luna (Das Geflecht des schönen Mondes), der 1986 in die Endrunde des spanischen Literaturpreises Premio Herralde kam. Die folgenden Werke festigten ihren Ruf als herausragende Erzählerin: La última noche que pasé contigo (Die letzte Nacht, die ich mit dir verbrachte). Mit diesem Debüt im Bereich der erotischen Literatur, wurde sie Finalistin des Premio La Sonrisa Vertical, den sie später mit dem Roman Púrpura profundo (Dunkelviolett) gewinnen sollte. Zwischen diesen beiden Romanen schrieb sie Del rojo de su sombra (Vom Rot seines Schattens), das auf Recherchen über Schilfrohrschneider basiert. Tú, la oscuridad (Du, die Finsternis) ist inspiriert durch einen Bericht in der New York Times über das Verschwinden kleiner Frösche. Dieser Roman wurde 1998 mit dem deutschen LiBeraturpreis ausgezeichnet. Es folgte Como un mensajero tuyo (Wie einer deiner Boten), ein Roman, der eine wahre Begebenheit aufgreift, die sich am 13. Juni 1920 im Leben von Enrico Caruso ereignete, als er in der Oper Aida im Theater von Havanna den Radamès spielte.
Monteros Romane sind in verschiedene Sprachen übersetzt worden und in 15 Ländern erschienen.

## Preise und Auszeichnungen
- 1985: Prémio Eddie López des Overseas Press Club, eine der höchsten Auszeichnungen für Journalisten auf Puerto Rico.[4]
- 1986: Finalistin des Premio Herralde für den Roman La trenza de la hermosa luna.[4]
- 1991: Finalistin des Premio La Sonrisa Vertical für den Roman La última noche que pasé contigo[5]
- 1998: LiBeraturpreis für den Roman Tú, la oscuridad.[9]
- 2000: Premio La Sonrisa Vertical für den Roman Púrpura profundo.[5]
- 2008: Kinderliteraturpreis Premio El Barco de Vapor, Instituto de Cultura Puertorriqueña für Viaje a Isla de Mona.[10]
- 2010: Ehrendoktorwürde der Universität von Puerto Rico[11]
- 2014: Premio El Barco de Vapor, Instituto de Cultura Puertorriqueña für El dragón dormido.[10]

## Veröffentlichungen
- 1981: Veintitrés y una tortuga (Dreiundzwanzig und eine Schildkröte), Erzählungen, Editorial Instituto de Cultura Puertorriqueña, San Juan.
- 1987: La trenza de la hermosa luna (Das Geflecht des schönen Mondes), Roman. Anagrama. Neu aufgelegt von Ediciones Callejón, 2004.
- 1991: La última noche que pasé contigo (Die letzte Nacht, die ich mit dir verbrachte), Erotischer Roman. Tusquets, Barcelona.
  - Bolero der Leidenschaft. Aus dem Spanischen von Marion Lütke. Galgenberg, Hamburg 1992, ISBN 978-3-87058-123-7.
- 1992: Del rojo de su sombra (Vom Rot seines Schattens), Roman, Tusquets, Barcelona.
- 1995: Tú, la oscuridad (Du, die Finsternis), Roman, Tusquets, Barcelona.
  - Der Berg der verschwundenen Kinder. Aus dem Spanischen von Sybille Martin. Zsolnay, Wien 1997, ISBN 978-3-552-04838-6.
- 1996: Aguaceros dispersos (Vereinzelte Regenschauer), Zusammenstellung von Monteros Sonntagsartikeln für die Zeitung puerto-ricanische El Nuevo Día. Tusquets, Barcelona.
- 1998: Como un mensajero tuyo (Als ein Bote von dir), Roman. Letras Cubanas, Havanna 2001.
  - Wo Aida Caruso fand. Aus dem Spanischen von Sybille Martin. Fretz und Wasmuth, Bern / München / Wien 2000, ISBN 978-3-502-11942-5.
- 2000: Púrpura y profundo (Dunkelviolett), Erotischer Roman. Tusquets, Barcelona.
- 2002: El capitán de los dormidos (Der Kapitän der Schlafenden), Tusquets, Barcelona. Neu herausgegeben bei Letras Cubanas, Havanna 2005.
- 2002: Vana ilusión (Eitle Illusion). Über das Leben des puerto-ricanischen Pianisten Narciso Figueroa. Ediciones Callejón, Viejo San Juan.
- 2005: Son de almendra (Sie sind aus Mandeln gemacht), Thriller. Alfaguara, Madrid.
- 2005: mit Maria Eugenia Nobati: Leyendas sobre crímenes (Legenden des Verbrechens), Jugendbuch. Alfaguara infantil y juvenil.
- 2009: Viaje a Isla de Mona (Reise zur Insel Mona), Jugendroman mit Illustrationen von Walter Torres. Ediciones SM.
- 2011: El caballero de la flauta (Der Herr mit der Flöte), Historischer Roman. Ediciones Callejón. Neu aufgelegt 2014 von Tusquets mit dem Titel El caballero de San Petersburgo.
- 2019: La mitad de la noche (Mitten in der Nacht), Roman. Tusquets, Barcelona.